# Знеособлення

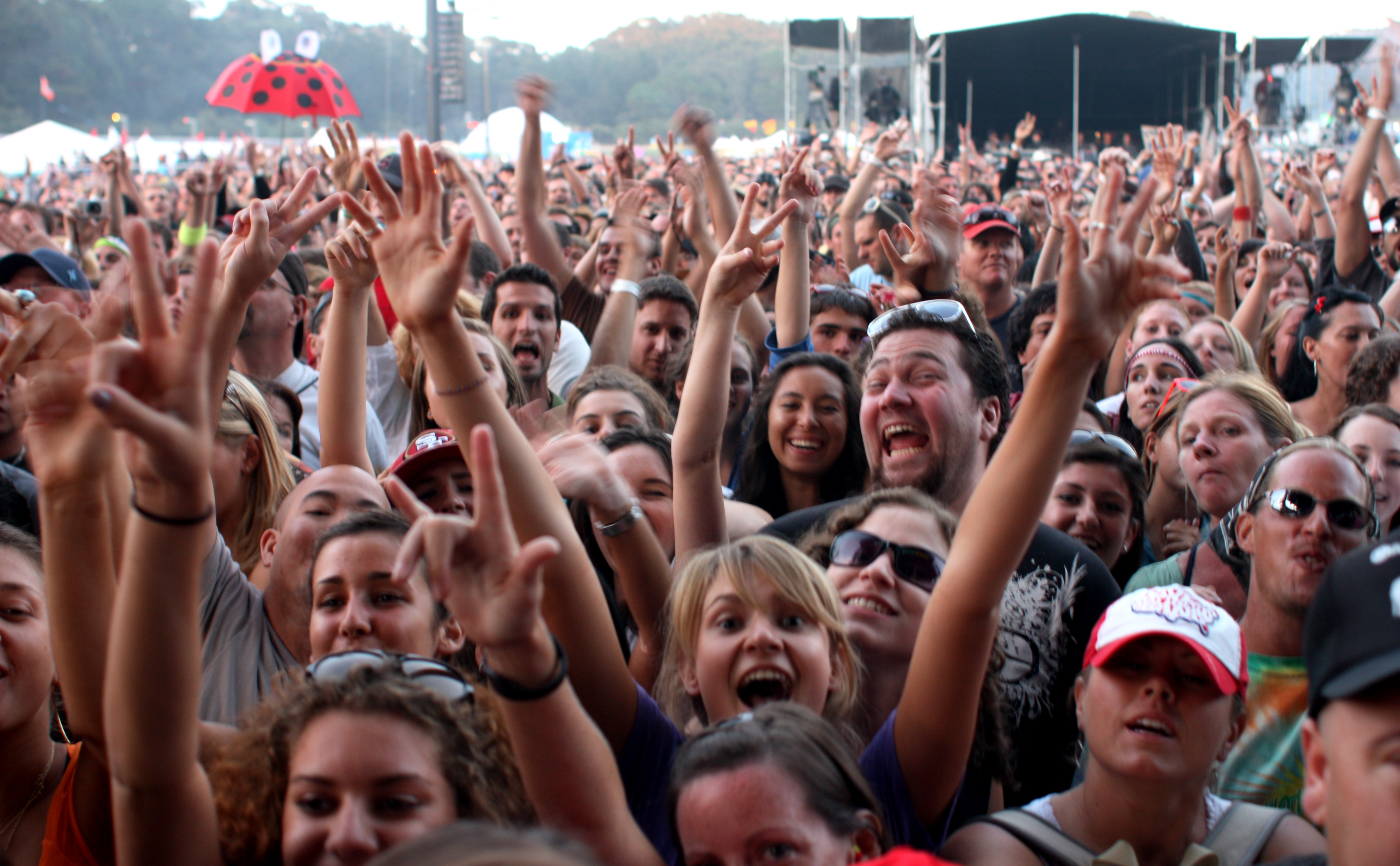
Фани якогось рок-гурту.

Знеособлення (англ. deindividuation, нім. deindividuation, ісп. desindividuación) означає таке явище, що коли людина перебуває у натовпі в певному становищі, вона рідше зважає на соціальні обмеження, ніж тоді, коли вона опиняється там на самоті.

## Визначення
Соціальні психологи Аронсон, Вілсон та Акерт визначають знеособлення, як послаблення відповідних поведінкових обмежень для осіб, коли вони перебувають у гурті, що призводить до більш запальних і девіантних дій. Особа так поводиться в юрбі, як вона не робила б це одноосібно. Бурхливі заворушення спричинені групами хуліганів на футбольних матчах, можна пояснити цим явищем; насильницький рух Ку-клукс-клану також більш зрозумілий, з точки зору знеособлення. Знімки тортур і жорстокого поводження з іракськими в’язнями у в'язниці Абу-Грейб зроблені в грудні 2003 року, свідчать про знеособлення, подібно до того як це показав Філіп Зімбардо 1971 року, під час дослідження у Стенфордській в'язниці.
Зімбардо розкриває знеособлення як стан, що визначається:
- ослабленим контролем поведінки;
- послабленими раціональними та нормативними процесами судження;
- зменшеним страхом перед стороннім оціненням;

і як наслідок:
- підвищена ймовірність діяти всупереч усталеним нормам.

## Умови знеособлення
Анонімність: Роберт Уотсон вивчив поведінку воїнів, щодо військовополонених 1973 року та виявив, що бійці, які вступали в бій з бойовим забарвленням і, в такий спосіб приховувалися, значно більше вбивали, калічили чи катували військовополонених. 1987 року Рем, Штайнлейтнер та Ліллі дослідили вплив утаємничення завдяки уніформі (балаклава, тощо), на почуття відповідальності та агресивність і також, виявили значно брутальнішу поведінку в умовах непізнаності.
Розподіл відповідальності: окреслює явище, що чим більше свідків/учасників, тим менше почуття відповідальності у кожного члена певної групи. Як знеособлення призводить до зниження почуття відповідальності, пояснюється більш докладно чинниками знеособлення.
Розмір гурту: 1986 року, Браєн Маллен дослідив 60 нападів прихильників Ку-клукс-клану на американців африканського походження і виявив, що чим більший натовп послідовників, тим жорстокішими і лютішими були вбивства жертв. Знеособлення, пропорційно співвідноситься з розміром юрби (Zimbardo, 1969).

## Два чинники знеособлення призводять до запальної поведінки
1. Зниження почуття відповідальності: Ймовірність виявити їх у групі та притягнути до відповідальності дуже низька, тому почуття відповідальності особи за власні дії, знижується. Усвідомлення свого самовизначення, посилює почуття відповідальності за власні дії. (Diener, 1980; Postmes & Spears, 1998; Zimbardo, 1970)
2. Посилення гуртових норм: Знеособлення посилює дотримання групових звичаїв, які можуть відхилятися від норм і правил поведінки інших груп. Але це також, можуть бути суспільні норми, які більш ретельно дотримуються, тобто знеособлення не обов'язково призводить до більш брутальної та антисоціальної поведінки. Показова поведінка залежить від норм, прийнятих у певній групі. (Герген; Герген і Бартон, 1973; Johnson & Dowing, 1979)

## Історія
Сігеле Сципіон (1891) і Гюстав Ле Бон (1895) раніше відзначали, що поведінка людей під час великих зібрань, змінюється. Інтерес Сігеле був кримінологічним і він припускав, що людина у натовпі, змінює свою свідомість і тому відповідає за власні дії лише обмеженою мірою. Лікар і соціолог Гюстав Ле Бон більше цікавився явищами, котрі відповідають за зміну поведінки, і стверджував, що вищі психічні процеси, будуть послабленими в юрбі, а нижчі навпаки, посилюються. Наслідок — юрмище в середньому, загалом «дурніше», за окремих осіб.

## Новіші теорії

### Модель SIDE
Поширену думку про те, що дегуманізація відбувається у натовпі, отже й, потяг до агресії збільшується в юрбі, вже не представлено у сучасній соціальній психології.
Більш свіжий підхід до пояснення знеособлення — модель соціальної ідентичності ефектів знеособлення (SIDE) від Reicher, Spears and Postmes, 1995 року. Теорія самокатегоризації передбачає, що «я» категоризоване ієрархічно, і що соціальна ідентичність є чіткою, залежно від ситуаційних та соціальних умов. Отож, в окремому становищі, особа поводиться за правилами групи, в якій вона опиняється.
Це пояснюється так: У групі, з якою ви ототожнюєте себе, процеси самокатегоризації відбуваються шляхом порівнянь на міжгруповому рівні. Людина порівнює себе не з іншими особами (особистісна ідентичність), а власну групу зі сторонніми групами (соціальна ідентичність). Як підсумок, соціальна ідентичність (належність до групи, наприклад, етнічних груп, вікових груп та професійних груп) є помітнішою. Це означає, що ви визначаєте себе за належністю до відповідної групи і порівнюєте цю групу з іншими групами. Через це, поведінку спрямовано більше на групові звичаї, ніж на особистісні норми.
Наслідком є те, що група не сприяє поведінці яка суперечить нормам, а просто, що інші правила поведінки стають помітнішими і впливають на поводження (мінімальна групова парадигма). Тож, знеособлення може призвести до соціально керованої поведінки; таке збільшення нормативної поведінки доведено багатьма дослідженнями щодо знеособлення. Окрім мінімальної групової парадигми, також було вивчено комп'ютерне спілкування через інтернет щодо отриманого знеособлення — як розширення моделі SIDE. «Обговорення у певній групі за допомогою комп’ютерів, призводять до більш глибокого розмежування думок, ніж гуртові суперечки, які не проводяться через інтернет». (Kiesler, Siegel & McGuire, 1984; Siegel et al., 1986). Теза про те, що суперечка за допомогою комп’ютерів підвищує анонімність, може вважатися доведеною.

### Практичне застосування моделі SIDE
Ця теорія моделі SIDE більше відповідає дійсності, ніж застарілі припущення про масові ефекти, оскільки не кожна група агресивна сама по собі (поміркуйте, наприклад, про церковно-хорову групу). Вимоги, звичаї певної спільноти, можуть навіть зменшити брутальну поведінку. Це також підхід для соціальної роботи з клубними фан-групами, щоби спрямувати їх на більш спокійну поведінку в довгостроковій перспективі, застосовуючи змінені соціальні правила з ними, як з групою.